# Gustave Nadaud
Gustave Nadaud (Roubaix, 20 febbraio 1820 – Passy (Parigi), 29 aprile 1893) è stato un poeta francese goguettier e, soprattutto, cantautore e cantante.

## Vita e opere
Nadaud scriveva e musicava i propri testi. Una stretta amicizia lo legò a Eugène Pottier, l'autore dell'Internazionale, di cui pubblicò 50 canzoni nel 1884. Dopo la morte di Victor Hugo, rimase l'unico presidente onorario della società poetica e artistica Caveau stéphanois, fondata nel 1883 da Jean-François Gonon. Nonostante il grande successo delle sue circa 300 opere, concluse la sua vita in povertà.
Il repertorio di Nadaud era costituito da brani popolari divertenti, ironici e coinvolgenti. Con Le Roi boiteux imbastì una satira politica del Secondo Impero francese. La sua opera intitolata Pandore, ou les Deux Gendarmes venne bandita dal regime. Gustave Nadaud si è inoltre ispirato anche al contesto sociale che osservava e a lui contemporaneo. Ad esempio, Le Soldier de Marsala venne ispirato dal Corteo dei Mille condotto da Garibaldi in Sicilia: tuttavia, il canto venne approvato solo durante la Terza Repubblica.
Fu uno dei pochi chansonnier della sua epoca a scrivere i propri testi e a metterli in musica. Nadaud morì il 28 aprile 1893 a Parigi.

## Memoria ed eredità
In Francia, strade ed edifici pubblici prendono il nome da lui: la più famosa è Rue Gustave Nadaud, a Parigi, dove Nadaud visse per un certo periodo.

Molte delle sue canzoni vengono interpretate ancora oggi in chiave moderna. È considerato un “autore attuale del XIX secolo” (Bertrand Dicale):

## Pubblicazioni (selezione)
- (FR) Nadaud, Gustave: Chansons choisies illustrées par ses amis. 2 Bde. (und) Chansons légères illustrées par ses amis. Paris, Ateliers de Reproductions Artistiaues (und) Société generale des Aplications Photographiques, 1882 u. 1885.
- (FR) Collection complète des Chansons. Paroles et Musique avec Accompagnement de Piano [14 Hefte in 3 Bde.]. Paris, Heugel et Cie (V.Nrn. 2691–2697, 2939, 3151, 3364, 3785, 3987, 4595, 6548) (1862–1868).